# タケル (歌手)
タケル（12月3日 - ）は、日本・熊本県を拠点に活動するバンド「鮫」のボーカリスト。血液型AB型。熊本県熊本市。

## 人物
熊本から上京後、1995年頃ユニットR.M.D.のボーカリストとして活動を開始。1998年にアルバム『2102』をリリース。2001年には、タケルCD付詩集『増殖』発売。熊本でバンド「鮫」を結成。
2006年11月にプロデューサーに矢賀部竜成を迎えたミニ・アルバム「蒼茫-そうぼう-」を発売。他に、作詞、書、リーディング、フライヤー、ホームページデザイン等を手掛ける。
2007年4月から2013年4月までエフエム熊本FMK RADIO BUSTERSのパーソナリティを6年務め、2011年には、日本民間放送連盟賞ラジオ部門エンターテインメント番組で九州・沖縄地区審査「優秀賞」を受賞。
2007年、2008年の大晦日に、グリーンランドでカウントダウンライブ開催。
2008年5月31日に、鮫のミニ・アルバム『スクールゾーン』をリリース。
2009年6月7日にミニ･アルバム「タイプ・ゼロ」をリリース。またソロとして活動中。
2013年7月には初の作品展『TO THE DISTINATION』を開催。
活動の拠点を熊本から東京へ移し、様々なイベントに出演、作品創りも精力的に続けている。
高橋酒造の焼酎「待宵」のCMソング、ロアッソ熊本応援歌『HIKARI』の作詞を担当。

## 以前の出演番組
エフエム熊本　FMK RADIO BUSTERS（毎週月曜-木曜： 17:00-19:55）の 水・木曜日担当